# Илиев, Георгий (хоккеист)
Георгий Илиев (болг. Георги Илиев, родился 18 января 1946 года) — болгарский хоккеист, игравший на позиции защитника. Выступал за софийский «Левски-Спартак». В составе сборной Болгарии — участник Зимних Олимпийских игр 1976 года, провёл 5 матчей группового этапа и один квалификационный матч на Олимпиаде (все их Болгария проиграла). В игре против Чехословакии (1:14) отметился голевой передачей на Илию Бочварова, забросившего единственную болгарскую шайбу в том матче (36:17), в игре против Швейцарии (3:8) забросил шайбу при численном большинстве сборной (44:12). Также заработал 6 штрафных минут — по одному штрафу в матчах против Австрии, Швейцарии и Румынии. Участник чемпионатов мира в группе B в 1970 году и в группе C в 1967, 1969, 1971, 1973, 1974, 1978, 1979 и 1982 годах.
Брат — Атанас, хоккеист, вратарь, также играл на Олимпиаде в 1976 году. Внучатый племянник — Атанас Генков, хоккеист, игрок юношеского состава софийского клуба «Славия» в 2012—2016 годах, в сезоне 2017/2018 играл за «Ирбис-Скейт».